# Лончани (Мазовецьке воєводство)
Лончани (пол. Łączany) — село в Польщі, у гміні Вежбиця Радомського повіту Мазовецького воєводства.
Населення — 692 особи (2011).
У 1975-1998 роках село належало до Радомського воєводства.

## Демографія
Демографічна структура станом на 31 березня 2011 року:
|          | Загалом | Допрацездатний вік | Працездатний вік | Постпрацездатний вік |
| -------- | ------- | ------------------ | ---------------- | -------------------- |
| Чоловіки | 369     | 74                 | 268              | 27                   |
| Жінки    | 323     | 59                 | 216              | 48                   |
| Разом    | 692     | 133                | 484              | 75                   |